# Friedrich Meinhof
Friedrich Meinhof (* 30. April 1800 in Medewitzsch bei Leipzig (heute Ortsteil von Neukieritzsch); † 2. Mai 1881 in Barzwitz bei Rügenwalde) war ein lutherischer Pastor und Erweckungsprediger in Pommern. 

## Leben
Friedrich Meinhof war der Sohn des Pfarrers Balthasar Friedrich Gottlieb Meinhof (1761–1834) und seiner Ehefrau Johanna Wilhelmine, geb. Demuth (1764–1839). 
Ab 1814 besuchte Meinhof die Fürstenschule in Grimma und studierte von 1818 bis 1821 an der Universität Leipzig Theologie.
Zwischen 1825 und 1827 besuchte er das Predigerseminar in Wittenberg und absolvierte 1828 das Zweite Theologische Examen in Berlin.

Die Dorfkirche von Barzwitz, wo Meinhof 39 Jahre lang Pfarrer war.

Friedrich Meinhof wurde am 1. September 1828 in Drosedow bei Kolberg zum Pfarrer ordiniert und versah dort bis 1831 das Pfarramt. 
Im Januar 1832 wurde er  Pfarrer in Gramenz. Hier initiierte er einen Hilfsverein für das Berliner Missionswerk, den vierten dieser Art in Pommern.
Im Jahre 1842 übernahm er die Pfarrstelle in Barzwitz bei Rügenwalde, die er bis zu seinem Tode innehatte.
Friedrich Meinhof war seit 1828 mit Sophie Meinhof, der Tochter seines Onkels in Mörz, verheiratet. Sie starb 1845. In zweiter Ehe heiratete er Auguste Strecker aus Fritzow bei Cammin, die 1850 verstarb. 
1852 heiratete Meinhof in dritter Ehe Clara Christiane Giesebrecht (1819–1893), die Tochter des Philologen und vaterländischen Dichters Karl Giesebrecht, Professor am Grauen Kloster in Berlin. Aus dieser Ehe gingen drei Kinder hervor: Clara Henriette Maria Meinhof (1855–1944), Carl Meinhof (1857–1944, später Professor für afrikanische Sprachen) und Johannes Meinhof (1859–1947, der Großvater von Ulrike Meinhof).
Theologisch stand Meinhof fest auf dem lutherischen Bekenntnis und setzte sich für das Existenzrecht der Lutheraner innerhalb der preußischen Union ein.